# Abschnittsbefestigung Herrenknock
Die Abschnittsbefestigung Herrenknock ist eine abgegangene frühmittelalterliche Befestigungsanlage bei Ludwag, einem Ortsteil der Gemeinde Scheßlitz im oberfränkischen Landkreis Bamberg in Bayern, Deutschland. Sie befindet sich auf dem namensgebenden Bergsporn Herrenknock, etwa 1450 Meter nordnordwestlich der katholischen Pfarrkirche St. Johann Baptist in Ludwag. Über die Abschnittsbefestigung sind keine geschichtlichen oder archäologischen Informationen bekannt. Sie wird grob als frühmittelalterlich datiert, Funde von der Befestigung sind nicht bekannt. Erhalten hat sich von der Anlage nur ein Abschnittsgraben, die Stelle ist als Bodendenkmal Nummer D-4-6032-0043 „Abschnittsbefestigung des frühen Mittelalters“ geschützt.

## Beschreibung
Die Befestigung befindet sich auf etwa 560 m ü. NN Höhe, und damit rund 230 Höhenmeter über dem Talgrund des Seierbaches, auf dem Herrenknock, einem nach Nordnordwesten vorspringenden Bergsporn eines 577,6 m ü. NN hohen Berges. Der Bergsporn fällt an drei Seiten sehr steil in die umliegenden Täler ab und war so von Natur aus gut geschützt. Nur an der Südostseite des Spornes steigt das Vorgelände leicht bis zum Gipfelpunkt des Berges an. Hier wurde ein rund 50 Meter langer Abschnittsgraben angelegt, der etwa zehn Meter breit und vom Vorgelände aus gemessen noch zwei Meter tief ist.
Die unebene, vom Graben aus etwa 25 Höhenmeter zur Spornspitze hin abfallende Innenfläche maß rund 150 × 50 Meter. Außer dem Graben haben sich von der Befestigung keine deutlichen Spuren erhalten. Die Südwest- und die Nordostseite der Anlage fallen an der jeweiligen Geländekante stufenartig zu je einer den Sporn begleitenden, schmalen Terrasse ab und es schließt sich ein steiler Geländeabfall zu Tal an. Diese beiden terrassenartigen Geländeabsätze verlaufen vom vorderen Spornbereich aus seitlich am Abschnittsgraben vorbei.